# Denemarken op de Paralympische Zomerspelen 2020
Denemarken was een van de landen die deelnam aan de Paralympische Zomerspelen 2020 in Tokio, Japan.

## Medailleoverzicht
| Paardensport | Tobias Thorning Jorgensen | Dressuur, verplichte kür, graad III (g) | Goud   |  |  |
| Paardensport | Tobias Thorning Jorgensen | Dressuur, vrije kür, graad III (g)      | Goud   |  |  |
| Taekwondo    | Lisa Gjessing             | -58 kg, K44 (v)                         | Goud   |  |  |
|              |                           |                                         |        |  |  |
| Tafeltennis  | Peter Rosenmeier          | Enkelspel, C6 (m)                       | Zilver |  |  |
|              |                           |                                         |        |  |  |
| Atletiek     | Daniel Jorgensen          | Verspringen, T63 (m)                    | Brons  |  |  |

## Deelnemers en resultaten
(m) = mannen, (v) = vrouwen 

### Atletiek

#### Baanonderdelen
| Atleet                  | Onderdeel       | Series              | Series              | Finale    | Finale |
| Atleet                  | Onderdeel       | Resultaat           | Rang                | Resultaat | Rang   |
| ----------------------- | --------------- | ------------------- | ------------------- | --------- | ------ |
| Daniel Jorgensen        | 100 m, T63 (m)  | 0:12.61             | 4e                  | 0:12.37   | 4e     |
| Christian Lykkeby Olsen | 1500 m, T46 (m) | Niet van toepassing | Niet van toepassing | 4:00.16   | 7e     |

#### Veldonderdelen
| Paralympiër                 | Onderdeel             | Resultaat | Prestatie |
| --------------------------- | --------------------- | --------- | --------- |
| Daniel Jorgensen            | Verspringen, T63 (m)  | Brons     | 7.07      |
|                             |                       |           |           |
| Bjoerk Kjellmann Noerremark | Verspringen, T47 (v)  | 11e       | 4.77      |
| Kristel Walther             | Discuswerpen, F64 (v) | 6e        | 34.16     |

### Badminton
| Paralympiër        | Onderdeel          | Groepsfase                   | Groepsfase                 | Groepsfase           | Groepsfase           | Positie | Finalefase           | Finalefase           | Finalefase           | Plaats |
| Paralympiër        | Onderdeel          | Wedstrijd I                  | Wedstrijd II               | Wedstrijd III        | Wedstrijd IV         | Positie | Kwartfinale          | Halve finale         | (Troost)finale       | Plaats |
| Paralympiër        | Onderdeel          | Tegenstander Uitslag         | Tegenstander Uitslag       | Tegenstander Uitslag | Tegenstander Uitslag | Positie | Tegenstander Uitslag | Tegenstander Uitslag | Tegenstander Uitslag | Plaats |
| ------------------ | ------------------ | ---------------------------- | -------------------------- | -------------------- | -------------------- | ------- | -------------------- | -------------------- | -------------------- | ------ |
| Cathrine Rosengren | Enkelspel, SU5 (v) | JPN Kaede Kameyama V met 0-2 | JPN Akiko Sugino V met 1-2 | Niet van toepassing  | Niet van toepassing  | 3e      | Niet gekwalificeerd  | Niet gekwalificeerd  | Niet gekwalificeerd  | 7e     |

### Paardensport
| Paralympiër                                                  | Onderdeel                               | Resultaat | Prestatie |
| ------------------------------------------------------------ | --------------------------------------- | --------- | --------- |
| Tobias Thorning Jorgensen                                    | Dressuur, verplichte kür, graad III (g) | Goud      | 78.971%   |
| Tobias Thorning Jorgensen                                    | Dressuur, vrije kür, graad III (g)      | Goud      | 84.347%   |
| Katrine Kristensen                                           | Dressuur, verplichte kür, graad II (g)  | 6e        | 69.794%   |
| Katrine Kristensen                                           | Dressuur, vrije kür, graad II (g)       | 5e        | 73.387%   |
| Caroline Nielsen                                             | Dressuur, verplichte kür, graad III (g) | 7e        | 70.265%   |
| Caroline Nielsen                                             | Dressuur, vrije kür, graad III (g)      | 7e        | 71.847%   |
| Susanne Sunesen                                              | Dressuur, verplichte kür, graad IV (g)  | 5e        | 71.976%   |
| Susanne Sunesen                                              | Dressuur, vrije kür, graad IV (g)       | 7e        | 71.375%   |
|                                                              |                                         |           |           |
| Tobias Thorning Jorgensen Katrine Kristensen Susanne Sunesen | Dressuur, team, graad I-V (g)           | 4e        | 224.324%  |

### Rugby
| Paralympiër | Onderdeel    | Resultaat | Prestatie                                                                           |
| --- | ------------ | --------- | ----------------------------------------------------------------------------------- |
| Kurt Busk Morten Elmholt Kristian Bak Eriksen Sebastian Frederiksen Leon Joergensen Jesper Ring Kruger Kaare Momme Jakob Mortensen Thomas Pagh Mark Ingemann Peters Mikkel Schoettel Sofie Sejer Skoubo | Gemengd team | 7e        | Groep A (4e) AUS-DEN: 53-54 JPN-DEN: 60-51 DEN-FRA: 50-52 Plaats 7/8 DEN-NZL: 56-53 |

### Taekwondo
| Paralympiër   | Onderdeel       | Resultaat | Prestatie |
| ------------- | --------------- | --------- | --- |
| Lisa Gjessing | -58 kg, K44 (v) | Goud      | Kwartfinale: W van EGY Salma Ali Abd al Monem Hassan met 14-3 Halve finale: W van BRA Silvana Mayara Cardoso Fernandes met 8-6 Finale: W van GBR Beth Munro met 32-14 |

### Tafeltennis
| Paralympiër      | Onderdeel         | Groepsfase                   | Groepsfase                    | Groepsfase           | Positie | Finalefase           | Finalefase              | Finalefase                      | Finalefase                   | Plaats |
| Paralympiër      | Onderdeel         | Wedstrijd I                  | Wedstrijd II                  | Wedstrijd III        | Positie | 1/8e finale          | Kwartfinale             | Halve finale                    | Finale                       | Plaats |
| Paralympiër      | Onderdeel         | Tegenstander Uitslag         | Tegenstander Uitslag          | Tegenstander Uitslag | Positie | Tegenstander Uitslag | Tegenstander Uitslag    | Tegenstander Uitslag            | Tegenstander Uitslag         | Plaats |
| ---------------- | ----------------- | ---------------------------- | ----------------------------- | -------------------- | ------- | -------------------- | ----------------------- | ------------------------------- | ---------------------------- | ------ |
| Peter Rosenmeier | Enkelspel, C6 (m) | USA Ian Seidenfeld W met 3-2 | ITA Matteo Parenzan W met 3-0 | Niet van toepassing  | 1e      | Bye                  | CHN Chen Chao W met 3-1 | THA Rungroj Thainiyom W met 3-1 | USA Ian Seidenfeld V met 0-3 | Zilver |

### Wegwielrennen
| Paralympiër             | Onderdeel            | Resultaat | Prestatie |
| ----------------------- | -------------------- | --------- | --------- |
| Kim Kluver Christiansen | Wegwedstrijd, H4 (m) | 9e        | + 1 ronde |
| Kim Kluver Christiansen | Tijdrit, H4 (m)      | 10e       | 45:19.19  |

### Zwemmen
| Atleet         | Onderdeel                             | Series              | Series              | Finale              | Finale              |
| Atleet         | Onderdeel                             | Resultaat           | Rang                | Resultaat           | Rang                |
| -------------- | ------------------------------------- | ------------------- | ------------------- | ------------------- | ------------------- |
| Amalie Vinther | 50 m vrije slag, S8 (v)               | 0:35.16             | 12e                 | Niet gekwalificeerd | Niet gekwalificeerd |
| Amalie Vinther | 400 m vrije slag, S8 (v)              | Niet van toepassing | Niet van toepassing | 5:22.44             | 7e                  |
| Amalie Vinther | 200 m individuele wisselslag, SM8 (v) | 3:12.70             | 8e                  | 3:11.29             | 7e                  |

Afghanistan · 
Algerije · 
Amerikaanse Maagdeneilanden · 
Angola · 
Argentinië · 
Armenië · 
Aruba · 
Australië · 
Azerbeidzjan · 
Bahrein · 
Barbados · 
Belarus · 
België · 
Benin · 
Bermuda · 
Bosnië en Herzegovina · 
Botswana · 
Brazilië · 
Bulgarije · 
Burkina Faso · 
Burundi · 
Cambodja · 
Canada · 
Centraal-Afrikaanse Republiek · 
Chili · 
China · 
Chinees Taipei · 
Colombia · 
Congo-Brazzaville · 
Congo-Kinshasa · 
Costa Rica · 
Cuba · 
Cyprus · 
Denemarken · 
Dominicaanse Republiek · 
Duitsland · 
Ecuador · 
Egypte · 
El Salvador · 
Estland · 
Ethiopië · 
Faeröer · 
Fiji · 
Filipijnen · 
Finland · 
Frankrijk · 
Gabon · 
Gambia · 
Georgië · 
Ghana · 
Griekenland · 
Groot-Brittannië · 
Guatemala · 
Guinee · 
Guinee‑Bissau · 
Haïti · 
Honduras · 
Hongarije · 
Hongkong · 
Ierland · 
IJsland · 
India · 
Indonesië · 
Irak · 
Iran · 
Israël · 
Italië · 
Ivoorkust · 
Jamaica · 
Japan · 
Jordanië · 
Kaapverdië · 
Kameroen · 
Kazachstan · 
Kenia · 
Kirgizië · 
Koeweit · 
Kroatië · 
Laos · 
Lesotho · 
Letland · 
Libanon · 
Liberia · 
Libië · 
Litouwen · 
Luxemburg · 
Madagaskar · 
Maleisië · 
Mali · 
Malta · 
Marokko · 
Mauritius · 
Mexico · 
Moldavië · 
Mongolië · 
Montenegro · 
Mozambique · 
Namibië · 
Nederland · 
Nepal · 
Nicaragua · 
Nieuw-Zeeland · 
Niger · 
Nigeria · 
Noord-Macedonië · 
Noorwegen · 
Oeganda · 
Oekraïne · 
Oezbekistan · 
Oman · 
Oostenrijk · 
Pakistan · 
Palestina · 
Panama · 
Papoea-Nieuw-Guinea · 
Peru · 
Polen · 
Portugal · 
Puerto Rico · 
Qatar · 
Roemenië · 
Russisch Paralympisch Comité ·
Rwanda · 
Saint Vincent en Grenadines · 
Samoa · 
Saoedi-Arabië · 
Sao Tomé en Principe · 
Senegal · 
Servië · 
Seychellen · 
Sierra Leone · 
Singapore · 
Slovenië · 
Slowakije · 
Somalië · 
Spanje · 
Sri Lanka · 
Syrië · 
Tadzjikistan · 
Tanzania · 
Thailand · 
Togo · 
Tonga · 
Trinidad en Tobago · 
Tsjechië · 
Tunesië · 
Turkije · 
Turkmenistan · 
Uruguay · 
Venezuela · 
Verenigde Arabische Emiraten · 
Verenigde Staten · 
Vietnam · 
Zimbabwe · 
Zuid-Afrika · 
Zuid-Korea · 
Zweden · 
Zwitserland
Paralympisch Vluchtelingen Team